# Admetovis similaris
Admetovis similaris är en fjärilsart som beskrevs av Barnes 1904. Admetovis similaris ingår i släktet Admetovis och familjen nattflyn. Inga underarter finns listade i Catalogue of Life.